# Patrick Warburton
Patrick John Warburton (New Jersey, 14 de novembro de 1964) é um ator de televisão e dublador americano. É mais conhecido por atuar em séries de TV como Seinfeld (no papel de David Puddy); The Tick, no papel-título; o vilão Johnny Johnson em NewsRadio; e o âncora Jeb Denton em Less Than Perfect. Como dublador, emprestou a sua única e profunda voz a conhecidos papéis, incluindo Ken em Bee Movie; Kronk em A Nova Onda do Imperador e suas sequências; o guarda-costas Brock Samson em The Venture Bros., Joe Swanson em Family Guy; Steve Barkin em Kim Possible; o Lobo em Deu a Louca na Chapeuzinho e Titan em Space Chimps, entre outros.
Atualmente aparece como o homem másculo e casado Jeff Bingham na série da CBS Rules of Engagement e, mais recentemente, interpreta o narrador Lemony Snicket na série da Netflix Desventuras em Série.

## Início
Warburton nasceu em Paterson, New Jersey e cresceu em Huntington Beach, Califórnia, mudando-se com sua família quando tinha três anos de idade. Seu pai, John Warburton, é um cirurgião-ortopedista, e sua mãe, Barbara Lord, é uma atriz. Ele tem três irmãs: Maria, Lara e Megan. Após se formar na Servite High School em Anaheim, Califórnia, estudou biologia marinha na Orange Coast College em Costa Mesa, Califórnia, mas trancou a faculdade para seguir como modelo e ator.

## Carreira
As atuações de Warburton muitas vezes se fiam nos seus papéis profundos e, em grande expansão, na sua voz. Nos últimos anos da década de 90, ele era conhecido por seu papel como David Puddy em Seinfeld, o indiferente namorado de Elaine Benes. Também estrelou na FOX na série de ação The Tick, no papel-título. Apareceu no filme australiano The Dish como um oficial da NASA e em NewsRadio como Johnny Johnson. Teve um papel em meados dos anos 90 na sitcom da CBS Dave's World e uma memorável atuação em Designing Women, onde foi trazido de volta à série no episódio final. Também apareceu como o oficial Walter Kramitz no filme Big Trouble, de 2002, e no aclamado The Civilization of Maxwell Bright. Dublou a voz de Kronk em A Nova Onda do Imperador e atuou em Homens de Preto II, como o agente T.
Warburton dublou várias animações e programas de TV, incluindo um personagem em Game Over e Buzz Lightyear em Buzz Lightyear of Star Command. Interpretou Nick Sharp em 8 Simple Rules e dublou Steve Barkin, no desenho animado Kim Possible. Entrou para o elenco de Less Than Perfect em 2003, como o âncora Jeb Denton. Retornou ao papel de Kronk em Kronk's New Groove (a continuação do filme de 2000, A Nova Onda do Imperador) e da série The Emperor's New School. Seu próximo grande projeto foi a série de animação The Venture Bros., dublando o agente secreto Brock Samson. Warburton também dublou Joe Swanson em Family Guy e o Detetive Cash em The Batman.
Emprestou seu talento vocal para a animação  Hoodwinked, uma versão cômica da história da Chapeuzinho Vermelho, interpretando o Lobo. Teve um pequeno papel em O Galinho Chicken Little, como um porta-voz da polícia. É a voz do "Senhor X" em The X's, bem como a voz de Ian the Buck no filme Open Season, a voz de Lok nos 3 jogos de Tak em Tak And The Power Of Juju, série da Nickelodeon.
É a voz dos comerciais dos sistemas de ar-condicionado da Carrier Corporation e dublou o Superman em The Adventures Of Seinfeld and Superman para a American Express, e Lewis no Lewis & Clark Expedition - comerciais de rádio para a Horizon Air com Richard Kind como Clark.
Fez grande sucesso como Jeff Birgham em Rules of Engagement. Também desempenhou um papel como um vendedor de carro no clipe da canção "Online" de Brad Paisley. Dublou a voz de "Ken", em 2007, no filme Bee Movie.

## Vida pessoal
É casado com Cathy Warburton desde 1991. Tem quatro filhos e vive em Camarillo, Califórnia.

## Dublagem
- Hercules: The Animated Series (1999) ..... Lastringon
- Family Guy (1999) ..... Joe Swanson
- Buzz Lightyear of Star Command: The Adventure Begins (2000) ..... Buzz Lightyear
- Teacher's Pet (2000) ...... Guarda
- Buzz Lightyear of Star Command (2000) ..... Buzz Lightyear (videogame)
- Spider-Man (2000) ... reféns em "What If?" (videogame)
- A Nova Onda do Imperador" (2000) ..... Kronk
- The Emperor's New Groove: The Game (2001) ..... Kronk (videogame)
- Kim Possible (2002) ..... Sr. Steve Barkin
- Kim Possible: The Secret Files (2003) ..... Sr. Steve Barkin
- Metal Arms: Glitch In The System (2003) ..... Moser (videogame)
- Tak And The Power Of Juju (2003) ..... Lok (videogame)
- The Venture Bros. (2003) ..... Brock Samson
- A Uniform Used To Mean Something (2004) ..... Superman (curta)
- Game Over (2004) ..... Ripley "Rip" Smashenburn
- Home On The Range (2004) ..... Patrick
- Hindsight Is 20/20 (2004) ..... Superman (curta)
- Tak 2: The Staff Of Dreams (2004) ..... Lok (videogame)
- Family Guy Presents: Stewie Griffin - The Untold Story (2005) ..... Joe Swanson
- The Game (2005) ..... Game Show Host (videogame)
- Tak 3: The Great Juju Challenge (2005) ..... Lok (videogame)
- O Galinho Chicken Little (2005) ...... Alien Cop
- Kronk's New Groove (2005) ..... Kronk
- The Emperor's New School (2006) ..... Kronk
- Family Guy (2006) ..... Joe Swanson (videogame)
- Deu a Louca na Chapeuzinho  (2006) ..... O Lobo
- The Wild (2006) ..... Blag
- Open Season (2006) ..... Ian
- Happily N'Ever After(2007) ..... Príncipe Humperdink
- Tak And The Power Of Juju (2007) ..... Lok
- Bee Movie (2007) ..... Ken
- Underdog (2007) ..... Cad
- Space Chimps (2008) ...... Titan
- Hoodwinked Too! Hood vs. Evil (2008) ..... O Lobo
- Zenon: The Animated Serie (previsão para 2011) ..... Oscar
- "Tales from the Borderlands" (2014) "..... Hugo Vasquez
- O Motel da Lilo (2018) ..... Kronk

## Filmografia
- Dragonard (1987) ..... Richard Abdee
- Master Of Dragonard Hill (1989) ..... Richard Abdee
- Scorchers (1991) ..... Balford
- Dickwad (1994) ..... irmão de Charlie
- American Strays (1996) ..... Rookie Cop
- Blind Men (1998)
- The Woman Chaser (1999) ..... Richard Hudson
- Apartamento 17 (The Apartment Complex) (1999) ..... Morgan
- Pânico 3 (2000) ..... Steven Stone
- A Dish (2000) ..... Al Burnett
- Camouflage (2000) ..... Horace Tutt, Junior
- Dirt (2001) ..... Vincent
- Joe Somebody (2001) ..... Mark McKinney
- Ronnie Run Run (2002) ..... chefe de Gay Conspiracy
- Big Trouble (2002) ..... Oficial Walter Kramitz (Polícia de Miami)
- Homens de Preto II (2002) ..... Agente T
- I'd Rather Be In Philadelphia (2003) ..... Jack
- Bob Steel (2003) ..... Rudy Buckmaster
- The Civilization Of Maxwell Bright (2005) ..... Max Bright
- Rebound (2005) ..... Larry Burgess
- I'll Believe You (2007) ..... Dr. Seth Douglass
- Underdog (2007) ..... Cad
- Get Smart (2008) ..... Hymie, o Robô
- Get Smart's Bruce and Lloyd: Out of Control (2008): Hymie, o Robô
- Sophomore (2009) ..... Sr. McKee
- Rock Slyde (2009) ..... Rock Slyde

## Videogames
- Spider-Man - refém
- Tak And The Power Of Juju - Lok
- Metal Arms: Glitch In The System - Moser
- Family Guy - Joe Swanson
- The Emperor's New Groove - Kronk
- Call Of Duty: World At War
- Madden: Pro Bowl XX Anos - Dick Butkus
- Saints Row : The Third - Radio guy
- Poker Night 2 - Brock Samson
- Tales from the Borderlands - Hugo Vasquez

## Televisão
- Quantum Leap, episódio "The Leap Home: Parte 2 (Vietnã) - 7 de abril de 1970" - 1990
- Anything But Love, episódio "The Torrid Zone, 1991
- Grapevine, episódio "A História de Billy e Lisa", 1992
- Northern Exposure, episódio "Northwest Passages", 1992
- Murphy Brown, episódio "Um Ano Para Lembrar", 1992
- Mad About You, episódio "Love Among The Tiles", 1993
- Nurses, episódio "What Are Friends For?, 1993
- Designing Women, episódios "Gone With a Whim: Parte 1", "Gone With a Whim: Parte 2" e "Too Dumb To Date", 1993
- Grace Under Fire, episódio "A Night At The Opera", 1995
- Dave's World, 1994-1997
- Ellen, episódios "Thirthy Kilo Man: Parte 1", "Thirthy Kilo Man: Part 2" e "The Spa", 1995
- House Rules, episódio "Sexo e Violência", 1998
- Maggie Winters, 1998
- NewsRadio, 1998-1999
- Family Guy, 1999
- The Tick, 2001-2002
- Malcolm In The Middle, episódio "Company Picnic: Parte 1", 2002
- A Twilight Zone, episódio "Azoth the Avenger Is a Friend Of Mine", 2002
- 8 Simple Rules, episódios "Paul Meets His Match", "Queen Bees and King Bees" e "Goodbye: Parte 1", 2003
- The Venture Bros., voz de Brock Samson, 2003
- The X's, voz do Senhor X (Aaron Truman Extreme Sr.), 2005-2006
- The Daily Buzz, episódio de 15 de abril de 2005
- The Emperor's New School, 2006
- Rules of Engagement, como Jeff Birgham, 2007--
- Robot Chicken, 2007
- Fairly OddParents: Wishology, como o agente da MERF, 2009
- Sequestered, como Governador Bennett, 2014
- A Series of Unfortunate Events, como Lemony Snicket, 2017-2019
- Agentes da S.H.I.E.L.D, como General Rick Stoner, 2018-2020